# Substanțe asfixiante
Substanțe asfixiante sunt substanțe toxice care prin inhalare determină o stare de asfixie. Printre substanțele asfixiante se pot aminti 
- gazele luptă:
  - fosgen
  - iperită
- alte substanțe:
  - monoxid de carbon
  - clor
  - opioide: heroină, morfină
  - somnifere, hipnotice în doze mari
  - Intoxicații cu alcool (etanol, metanol, etilglicol)